# Beverly Shores
Beverly Shores és una població dels Estats Units a l'estat d'Indiana. Segons el cens del 2000 tenia 708 habitants.

## Demografia
Segons el cens del 2000, Beverly Shores tenia 708 habitants, 340 habitatges, i 213 famílies. La densitat de població era de 76,4 habitants per km².
Dels 340 habitatges en un 11,2% hi vivien nens de menys de 18 anys, en un 54,4% hi vivien parelles casades, en un 4,1% dones solteres, i en un 37,1% no eren unitats familiars. En el 29,7% dels habitatges hi vivien persones soles el 10,9% de les quals corresponia a persones de 65 anys o més que vivien soles. El nombre mitjà de persones vivint en cada habitatge era de 2,08 i el nombre mitjà de persones que vivien en cada família era de 2,53.
Per edats la població es repartia de la següent manera: un 0% tenia menys de 18 anys, un 0% entre 18 i 24, un 0% entre 25 i 44, un 0% de 45 a 60 i un 22,5% 65 anys o més.
L'edat mediana era de 51 anys. Per cada 100 dones de 18 o més anys hi havia 110,4 homes.
La renda mediana per habitatge era de 59.107 $ i la renda mediana per família de 81.203 $. Els homes tenien una renda mediana de 46.389 $ mentre que les dones 38.750 $. La renda per capita de la població era de 40.825 $. Entorn del 4% de les famílies i el 4,9% de la població estaven per davall del llindar de pobresa.

## Poblacions més properes
El següent diagrama mostra les poblacions més properes.